# Holzkohlegrill

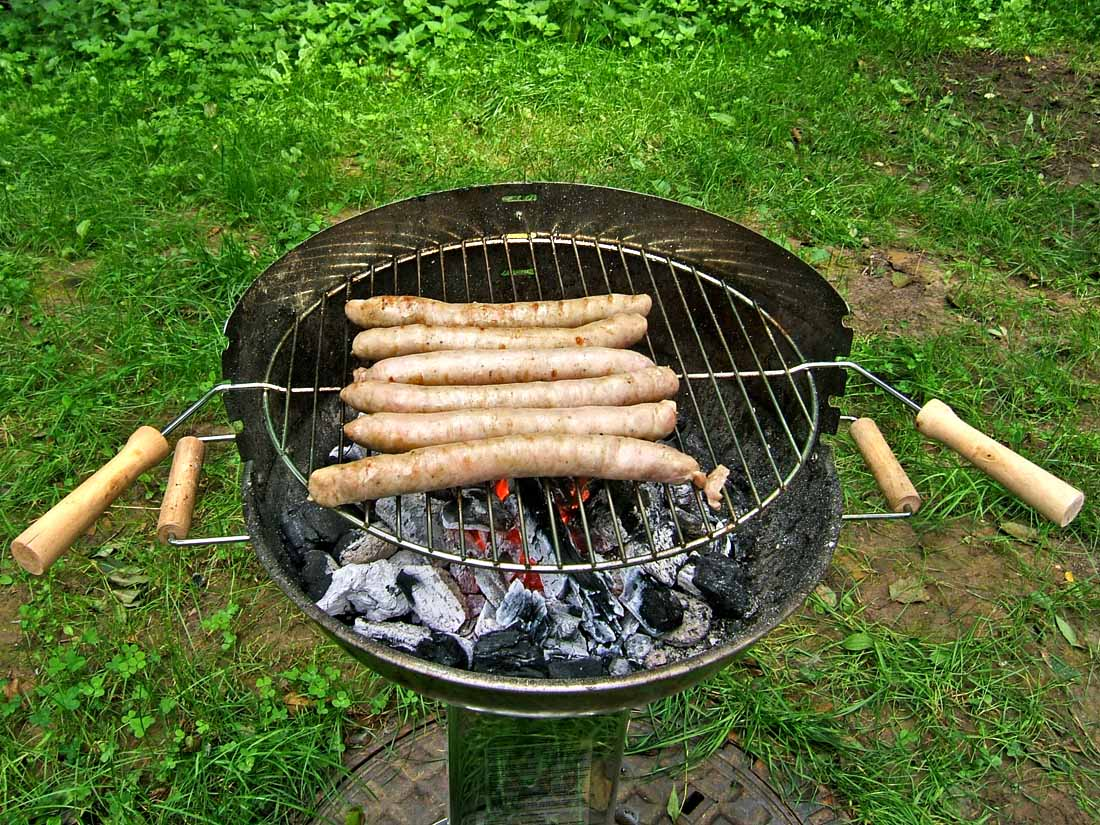
Bratwürste auf einem Holzkohlegrill

Der Holzkohlegrill ist eine Variante des Grills und dient dazu, verschiedene Lebensmittel unter Wärmestrahlung zu braten. Die Wärme wird dabei durch das kontrollierte Verbrennen von Holzkohle ohne Flammenbildung erzeugt. Der Holzkohlegrill ist die in Deutschland am weitesten verbreitete Grillvariante, da der Brennstoff Holzkohle allgemein verfügbar ist.

## Varianten
- klassischer Holzkohlegrill
- Koffergrill: Diese Variante lässt sich zusammenklappen und durch einen Tragegriff transportieren.
- Säulengrill: Über eine unter dem Grillkohlenbehälter befestigte hohle Säule lässt sich Sauerstoff zuführen, was die Erhitzung der Kohle beschleunigt.
- Kugelgrill: Der Kugelgrill hat eine runde Form und ist mit einem Deckel ausgestattet. Zudem ermöglicht er indirektes Grillen.
- Dreibeingrill: Hierbei handelt es sich um einen Schwenkgrill, bei dem zwischen den drei Standbeinen in eher tiefer Position der Grillrost befestigt ist.
- Campinggrill: Diese Art des Holzkohlegrills lässt sich leicht Auf- und Abbauen, was seine Mobilität steigert.
- Schwenkgrill: Bei dieser Variante des Grills schwebt der Grillrost an Ketten befestigt über der Glut.
- Grillkamin: Der Grillkamin bezeichnet jene Art des Grills, welche fest eingemauert wird.[2]